# Juan de Herrera, el Trasmerano
Juan de Herrera, el Trasmerano, nació en la localidad de Gajano del municipio de Marina de Cudeyo (Cantabria, España). Maestro de cantería del siglo XVI, Juan de Herrera fue cantero de la afamada escuela trasmerana. Fue maestro mayor de la Catedral de Santiago de Compostela, realizando las obras de la fachada del conjunto claustral que se levanta a la derecha del Obradoiro.

## Vida y obra

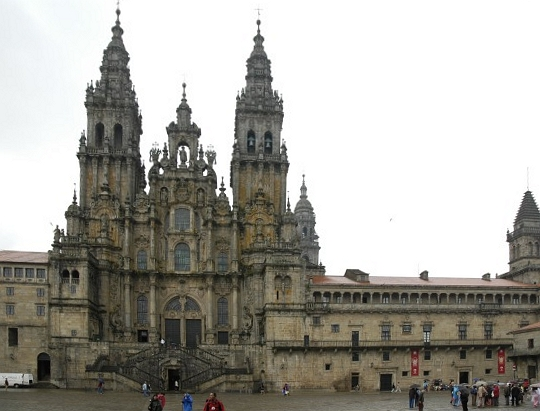
A la derecha de la fachada del Obradoiro, de la Catedral de Santiago de Compostela, el claustro, cuya fachada construyó Juan de Herrera.

Hijo de Alonso González de Herrera, fue maestro mayor de la Catedral de Santiago de Compostela, sustituyendo a Rodrigo Gil de Hontañón. En el año 1561 estaba en Orense, dirigiendo la reparación del Puente Mayor y el traslado del Castillo. En Santiago hizo las obras del claustro de la Catedral, según proyecto del citado Gil de Hontañón.
Proyectó reformas para traídas de aguas e hizo el proyecto de la cárcel. En el año 1570 fue nombrado maestro mayor de obras de la ciudad, y proyectó y construyó la capilla de San Pedro de la Cerca, en la Catedral.
Hizo, en 1572, traza para el retablo de la capilla del colegio de Fonseca, y traza condiciones para obras en el Monasterio de San Justo de Tojosoutos. Asimismo, reparaciones en la Catedral de Orense. Proyectó reparaciones para el Puente de Caldas de Reyes, trabajó en el de Ledesma y en el de Betanzos, del que se ocupaba cuando falleció. También trabajó en el palacio de los Gómez de la Torre de Riaño de Ibio, los Monasterios de Sobrado y Celanova, y en el puente de Portomuro, y quedaron sin terminar las obras del convento de Monfero. Posiblemente la iglesia de Gajano fue obra suya, por lo menos en la traza, aunque no hay datos que corroboren tal afirmación.
Tuvo un hijo, Francisco de Herrera Monasterio, también arquitecto que trabajó con él en Asturias.